# Нільс Рамм
Нільс Арвід Рамм (швед. Nils Arvid Ramm нар. 1 січня 1903 — пом. 8 листопада 1986)  — шведський боксер, срібний призер Олімпійських ігор з боксу у важкій вазі (1928).

## Біографія
Народився 1 січня 1903 року в місті Стокгольм.
На І чемпіонаті Європи з боксу в Стокгольмі (Швеція) у 1925 році став срібним призером у напівважкій вазі.
У 1927 році на II чемпіонаті Європи з боксу, що проходив у Берліні (Німеччина) став чемпіоном Європи у важкій вазі.
Учасник боксерського турніру на IX літніх Олімпійських іграх в Амстердамі (Нідерланди). У чвертьфіналі 8 серпня 1928 року переміг німця Ганса Шьонрата. У півфіналі 10 серпня 1928 року переміг Сверра Сйорсдала з Норвегії. У фінальному двобої 11 серпня 1928 року поступився аргентинцеві Артуро Родригесу. Став срібним призером Олімпійських ігор.
Помер 8 листопада 1986 року в місті Лінчепінг, Естерйотланд.